# Kuntiya
Kuntiya era una regió del país dels kashka, que rebia el nom d'una muntanya, situada prop d'Almina, una fortalesa restablerta pel rei Subiluliuma I.